# Levelland (Texas)
Levelland es una ciudad ubicada en el condado de Hockley en el estado estadounidense de Texas. En el Censo de 2010 tenía una población de 13.542 habitantes y una densidad poblacional de 514,12 personas por km².

## Geografía
Levelland se encuentra ubicada en las coordenadas 33°34′51″N 102°21′50″O / 33.58083, -102.36389. Según la Oficina del Censo de los Estados Unidos, Levelland tiene una superficie total de 26.34 km², de la cual 26.32 km² corresponden a tierra firme y (0.06%) 0.02 km² es agua.

## Demografía
Según el censo de 2010, había 13.542 personas residiendo en Levelland. La densidad de población era de 514,12 hab./km². De los 13.542 habitantes, Levelland estaba compuesto por el 75.48% blancos, el 5.11% eran afroamericanos, el 0.91% eran amerindios, el 0.38% eran asiáticos, el 0.03% eran isleños del Pacífico, el 15.59% eran de otras razas y el 2.5% pertenecían a dos o más razas. Del total de la población el 48.17% eran hispanos o latinos de cualquier raza.